# Polska Liga Siatkówki 2019-2020
La Polska Liga Siatkówki 2019-2020 si è svolta dal 26 ottobre 2019 all'11 marzo 2020: al torneo hanno partecipato quattordici squadre di club polacche e la vittoria finale non è stata assegnata ad alcuna squadra a causa della sospensione del campionato a seguito della pandemia di COVID-19.

## Regolamento

### Formula
Le squadre avrebbero dovuto disputato un girone all'italiana, con gare di andata e ritorno, per un totale di ventisei giornate per poi proseguire con una fase di play-off per l'assegnazione del titolo, mentre l'ultima classificata sarebbe stata retrocessa in I liga.
A seguito del diffondersi in Polonia della pandemia di COVID-19, il campionato è stato sospeso l'11 marzo 2020: successivamente il comitato direttivo della PLS ha decretato la chiusura anticipata del campionato senza assegnazione dello scudetto considerando tuttavia valida la classifica in essere al momento della sospensione del torneo sia in merito alla qualificazione alle coppe europee che alla retrocessione.

### Criteri di classifica
Se il risultato finale è stato di 3-0 o 3-1 sono stati assegnati 3 punti alla squadra vincente e 0 a quella sconfitta, se il risultato finale è stato di 3-2 sono stati assegnati 2 punti alla squadra vincente e 1 a quella sconfitta.
L'ordine del posizionamento in classifica è stato definito in base a:
- Punti;
- Numero di partite vinte;
- Ratio dei set vinti/persi;
- Ratio dei punti realizzati/subiti.

## Squadre partecipanti
| Club               | Stagione | Città            | Impianto                         | Stagione precedente          |
| ------------------ | -------- | ---------------- | -------------------------------- | ---------------------------- |
| Asseco Resovia     | dettagli | Rzeszów          | Hala Podpromie                   | 7ª in Polska Liga Siatkówki  |
| AZS Olsztyn        | dettagli | Olsztyn          | Hala widowiskowo-sportowa Urania | 10ª in Polska Liga Siatkówki |
| Będzin             | dettagli | Będzin           | Hala MOSiR                       | 13ª in Polska Liga Siatkówki |
| Visła Bydgoszcz    | dettagli | Bydgoszcz        | Hala Łuczniczka                  | 12ª in Polska Liga Siatkówki |
| Cuprum Lubin       | dettagli | Lubin            | Hala RCS                         | 11ª in Polska Liga Siatkówki |
| Czarni Radom       | dettagli | Radom            | Hala MOSiR                       | 5ª in Polska Liga Siatkówki  |
| Jastrzębski Węgiel | dettagli | Jastrzębie-Zdrój | Hala Widowiskowo-Sportowa        | 3ª in Polska Liga Siatkówki  |
| Katowice           | dettagli | Katowice         | Hala Szopienice                  | 8ª in Polska Liga Siatkówki  |
| Projekt Warszawa   | dettagli | Varsavia         | Arena Ursynów                    | 2ª in Polska Liga Siatkówki  |
| Ślepsk Suwałki     | dettagli | Suwałki          | Suwałki Arena                    | 1ª in I liga                 |
| Skra Bełchatów     | dettagli | Bełchatów        | Hala Energia                     | 6ª in Polska Liga Siatkówki  |
| Trefl Gdańsk       | dettagli | Danzica          | Ergo Arena                       | 9ª in Polska Liga Siatkówki  |
| Warta Zawiercie    | dettagli | Zawiercie        | Hala OSiR II                     | 4ª in Polska Liga Siatkówki  |
| ZAKSA              | dettagli | Kędzierzyn-Koźle | Hala Azoty                       | Campione di Polonia          |

## Torneo

### Regular season

#### Risultati
| Prima giornata |                                      |     |                                   |
|                |                                      |     |                                   |
| 06-11          | ZAKSA - Ślepsk Suwałki               | 3-1 | 21-25, 25-20, 25-20, 27-25        |
| 26-10          | Projekt Warszawa - Będzin            | 3-1 | 25-20, 18-25, 25-22, 25-22        |
| 26-10          | Visła Bydgoszcz - Jastrzębski Węgiel | 0-3 | 22-25, 17-25, 20-25               |
| 26-10          | Cuprum Lubin - Warta Zawiercie       | 2-3 | 25-21, 23-25, 20-25, 25-23, 13-15 |
| 26-10          | AZS Olsztyn - Czarni Radom           | 3-2 | 22-25, 25-17, 25-15, 15-25, 15-13 |
| 27-10          | Trefl Gdańsk - Skra Bełchatów        | 1-3 | 19-25, 25-22, 24-26, 17-25        |
| 27-10          | Katowice - Asseco Resovia            | 3-2 | 20-25, 25-21, 21-25, 25-22, 15-10 |

| Seconda giornata |                                    |     |                                   |
|                  |                                    |     |                                   |
| 30-10            | Asseco Resovia - Ślepsk Suwałki    | 1-3 | 25-23, 17-25, 16-25, 22-25        |
| 30-10            | Skra Bełchatów - Katowice          | 3-2 | 19-25, 26-24, 22-25, 25-19, 16-14 |
| 30-10            | Trefl Gdańsk - Czarni Radom        | 3-1 | 25-13, 21-25, 25-19, 25-21        |
| 30-10            | Warta Zawiercie - AZS Olsztyn      | 3-1 | 25-16, 24-26, 25-21, 25-23        |
| 30-10            | Jastrzębski Węgiel - Cuprum Lubin  | 3-0 | 25-20, 25-23, 25-7                |
| 30-10            | Visła Bydgoszcz - Projekt Warszawa | 0-3 | 21-25, 23-25, 13-25               |
| 30-10            | ZAKSA - Będzin                     | 3-0 | 27-25, 25-21, 28-26               |

| Terza giornata |                                   |     |                                   |
|                |                                   |     |                                   |
| 04-11          | Projekt Warszawa - Ślepsk Suwałki | 3-1 | 25-19, 26-24, 20-25, 25-23        |
| 03-11          | Jastrzębski Węgiel - ZAKSA        | 0-3 | 23-25, 21-25, 20-25               |
| 03-11          | Warta Zawiercie - Będzin          | 3-1 | 20-25, 25-19, 25-23, 25-19        |
| 04-11          | Czarni Radom - Visła Bydgoszcz    | 3-2 | 21-25, 25-17, 23-25, 25-19, 17-15 |
| 02-11          | Skra Bełchatów - Cuprum Lubin     | 2-3 | 14-25, 25-16, 20-25, 25-23, 12-15 |
| 02-11          | Asseco Resovia - AZS Olsztyn      | 1-3 | 20-25, 20-25, 25-21, 19-25        |
| 02-11          | Katowice - Trefl Gdańsk           | 2-3 | 23-25, 25-21, 25-27, 25-15, 11-15 |

| Quarta giornata |                                       |     |                                   |
|                 |                                       |     |                                   |
| 17-12           | Ślepsk Suwałki - Trefl Gdańsk         | 3-2 | 18-25, 22-25, 25-16, 25-21, 16-14 |
| 08-11           | AZS Olsztyn - Katowice                | 3-2 | 25-20, 25-22, 18-25, 20-25, 15-9  |
| 09-11           | Cuprum Lubin - Asseco Resovia         | 1-3 | 25-19, 18-25, 15-25, 21-25        |
| 10-11           | Visła Bydgoszcz - Skra Bełchatów      | 0-3 | 19-25, 15-25, 27-29               |
| 10-11           | Czarni Radom - Będzin                 | 3-0 | 25-22, 25-21, 25-22               |
| 09-11           | ZAKSA - Warta Zawiercie               | 3-1 | 23-25, 25-22, 27-25, 25-23        |
| 09-11           | Jastrzębski Węgiel - Projekt Warszawa | 0-3 | 21-25, 15-25, 20-25               |

| Quinta giornata |                                     |     |                                   |
|                 |                                     |     |                                   |
| 15-11           | Jastrzębski Węgiel - Ślepsk Suwałki | 3-0 | 25-21, 25-22, 25-22               |
| 16-11           | Warta Zawiercie - Projekt Warszawa  | 2-3 | 20-25, 25-19, 20-25, 25-15, 16-18 |
| 17-11           | Czarni Radom - ZAKSA                | 0-3 | 24-26, 25-27, 22-25               |
| 16-11           | Skra Bełchatów - Będzin             | 3-1 | 25-21, 25-21, 23-25, 25-23        |
| 06-11           | Asseco Resovia - Visła Bydgoszcz    | 3-0 | 25-21, 25-18, 25-22               |
| 16-11           | Katowice - Cuprum Lubin             | 2-3 | 25-20, 22-25, 21-25, 25-23, 10-15 |
| 17-11           | Trefl Gdańsk - AZS Olsztyn          | 1-3 | 27-29, 26-24, 26-28, 17-25        |

| Sesta giornata |                                      |     |                                   |
|                |                                      |     |                                   |
| 23-11          | Ślepsk Suwałki - AZS Olsztyn         | 3-1 | 25-20, 25-19, 23-25, 27-25        |
| 24-11          | Cuprum Lubin - Trefl Gdańsk          | 0-3 | 27-29, 19-25, 19-25               |
| 23-11          | Visła Bydgoszcz - Katowice           | 2-3 | 25-22, 25-18, 22-25, 18-25, 12-15 |
| 11-12          | Będzin - Asseco Resovia              | 2-3 | 25-17, 17-25, 19-25, 25-20, 13-15 |
| 24-11          | ZAKSA - Skra Bełchatów               | 3-0 | 25-22, 25-22, 25-18               |
| 24-11          | Projekt Warszawa - Czarni Radom      | 3-0 | 25-22, 25-20, 25-22               |
| 22-11          | Jastrzębski Węgiel - Warta Zawiercie | 3-0 | 25-15, 26-24, 25-13               |

| Settima giornata |                                   |     |                                   |
|                  |                                   |     |                                   |
| 26-11            | Warta Zawiercie - Ślepsk Suwałki  | 3-0 | 25-22, 25-22, 25-23               |
| 27-11            | Czarni Radom - Jastrzębski Węgiel | 1-3 | 19-25, 27-25, 18-25, 23-25        |
| 27-11            | Skra Bełchatów - Projekt Warszawa | 3-1 | 25-23, 21-25, 25-22, 25-20        |
| 27-11            | Asseco Resovia - ZAKSA            | 2-3 | 26-28, 23-25, 25-23, 25-23, 11-15 |
| 27-11            | Katowice - Będzin                 | 3-1 | 25-21, 23-25, 25-22, 27-25        |
| 27-11            | Trefl Gdańsk - Visła Bydgoszcz    | 3-2 | 25-20, 27-29, 25-18, 17-25, 15-13 |
| 27-11            | AZS Olsztyn - Cuprum Lubin        | 3-1 | 29-31, 25-16, 25-20, 25-15        |

| Ottava giornata |                                     |     |                                   |
|                 |                                     |     |                                   |
| 30-11           | Ślepsk Suwałki - Cuprum Lubin       | 0-3 | 12-25, 21-25, 22-25               |
| 02-12           | Visła Bydgoszcz - AZS Olsztyn       | 2-3 | 25-22, 18-25, 20-25, 27-25, 8-15  |
| 02-12           | Będzin - Trefl Gdańsk               | 1-3 | 28-30, 25-22, 23-25, 27-29        |
| 30-11           | ZAKSA - Katowice                    | 3-1 | 25-22, 24-26, 25-18, 25-17        |
| 01-12           | Projekt Warszawa - Asseco Resovia   | 3-1 | 20-25, 25-22, 25-15, 25-18        |
| 30-11           | Jastrzębski Węgiel - Skra Bełchatów | 3-2 | 25-22, 20-25, 17-25, 32-30, 15-13 |
| 01-12           | Warta Zawiercie - Czarni Radom      | 1-3 | 23-25, 19-25, 25-21, 17-25        |

| Nona giornata |                                     |     |                                   |
|               |                                     |     |                                   |
| 07-12         | Czarni Radom - Ślepsk Suwałki       | 2-3 | 18-25, 25-20, 25-23, 18-25, 7-15  |
| 08-12         | Skra Bełchatów - Warta Zawiercie    | 3-0 | 25-21, 25-17, 25-20               |
| 06-12         | Asseco Resovia - Jastrzębski Węgiel | 0-3 | 12-25, 20-25, 15-25               |
| 07-12         | Katowice - Projekt Warszawa         | 2-3 | 23-25, 25-21, 28-26, 23-25, 14-16 |
| 08-12         | Trefl Gdańsk - ZAKSA                | 1-3 | 23-25, 25-19, 34-36, 17-25        |
| 07-12         | AZS Olsztyn - Będzin                | 2-3 | 25-23, 22-25, 25-15, 21-25, 13-15 |
| 06-12         | Cuprum Lubin - Visła Bydgoszcz      | 3-0 | 25-19, 25-16, 25-20               |

| Decima giornata |                                  |     |                                   |
|                 |                                  |     |                                   |
| 13-12           | Ślepsk Suwałki - Visła Bydgoszcz | 3-2 | 17-25, 25-18, 25-18, 20-25, 15-8  |
| 15-12           | Będzin - Cuprum Lubin            | 3-2 | 23-25, 25-23, 23-25, 25-19, 15-13 |
| 14-12           | ZAKSA - AZS Olsztyn              | 3-1 | 25-21, 25-14, 23-25, 25-14        |
| 14-12           | Projekt Warszawa - Trefl Gdańsk  | 3-0 | 25-23, 25-23, 27-25               |
| 14-12           | Jastrzębski Węgiel - Katowice    | 3-2 | 20-25, 21-25, 25-20, 25-20, 15-10 |
| 15-12           | Asseco Resovia - Warta Zawiercie | 3-1 | 25-20, 20-25, 25-19, 27-25        |
| 15-12           | Czarni Radom - Skra Bełchatów    | 1-3 | 19-25, 25-18, 31-33, 22-25        |

| Undicesima giornata |                                   |     |                                   |
|                     |                                   |     |                                   |
| 22-12               | Skra Bełchatów - Ślepsk Suwałki   | 3-1 | 26-28, 29-27, 25-23, 25-20        |
| 20-12               | Asseco Resovia - Czarni Radom     | 3-1 | 21-25, 25-20, 25-21, 25-17        |
| 21-12               | Katowice - Warta Zawiercie        | 3-1 | 25-20, 25-18, 23-25, 25-18        |
| 22-12               | Trefl Gdańsk - Jastrzębski Węgiel | 1-3 | 18-25, 14-25, 25-23, 19-25        |
| 21-12               | AZS Olsztyn - Projekt Warszawa    | 1-3 | 21-25, 17-25, 25-21, 21-25        |
| 21-12               | Cuprum Lubin - ZAKSA              | 0-3 | 19-25, 17-25, 21-25               |
| 20-12               | Visła Bydgoszcz - Będzin          | 2-3 | 26-24, 19-25, 20-25, 25-21, 13-15 |

| Dodicesima giornata |                                  |     |                            |
|                     |                                  |     |                            |
| 26-12               | Ślepsk Suwałki - Będzin          | 3-1 | 25-22, 21-25, 26-24, 26-24 |
| 12-01               | ZAKSA - Visła Bydgoszcz          | 3-0 | 25-21, 25-20, 25-20        |
| 23-12               | Projekt Warszawa - Cuprum Lubin  | 3-0 | 25-13, 25-22, 25-23        |
| 12-11               | Jastrzębski Węgiel - AZS Olsztyn | 0-3 | 21-25, 24-26, 29-31        |
| 04-12               | Warta Zawiercie - Trefl Gdańsk   | 0-3 | 19-25, 24-26, 24-26        |
| 20-11               | Czarni Radom - Katowice          | 3-1 | 25-22, 25-23, 22-25, 25-18 |
| 20-11               | Skra Bełchatów - Asseco Resovia  | 3-0 | 25-19, 25-23, 25-21        |

| Tredicesima giornata |                                   |     |                                   |
|                      |                                   |     |                                   |
| 04-01                | Ślepsk Suwałki - Katowice         | 2-3 | 25-21, 19-25, 20-25, 25-21, 12-15 |
| 13-11                | Trefl Gdańsk - Asseco Resovia     | 3-0 | 25-14, 25-22, 25-19               |
| 18-12                | AZS Olsztyn - Skra Bełchatów      | 0-3 | 18-25, 22-25, 20-25               |
| 13-11                | Cuprum Lubin - Czarni Radom       | 1-3 | 25-22, 28-30, 22-25, 21-25        |
| 13-11                | Visła Bydgoszcz - Warta Zawiercie | 1-3 | 25-23, 22-25, 19-25, 22-25        |
| 06-11                | Będzin - Jastrzębski Węgiel       | 0-3 | 21-25, 19-25, 23-25               |
| 20-11                | ZAKSA - Projekt Warszawa          | 2-3 | 25-22, 22-25, 25-20, 18-25, 11-15 |

| Quattordicesima giornata |                                      |     |                                   |
|                          |                                      |     |                                   |
| 05-02                    | Ślepsk Suwałki - ZAKSA               | 0-3 | 31-33, 18-25, 19-25               |
| 05-02                    | Będzin - Projekt Warszawa            | 0-3 | 20-25, 27-29, 15-25               |
| 19-11                    | Jastrzębski Węgiel - Visła Bydgoszcz | 3-2 | 25-21, 25-27, 25-23, 24-26, 15-11 |
| 20-11                    | Warta Zawiercie - Cuprum Lubin       | 3-0 | 25-17, 25-20, 25-19               |
| 11-03                    | Czarni Radom - AZS Olsztyn           | 1-3 | 24-26, 25-20, 20-25, 23-25        |
| 04-02                    | Skra Bełchatów - Trefl Gdańsk        | 3-0 | 27-25, 25-22, 25-21               |
| 29-01                    | Asseco Resovia - Katowice            | 1-3 | 25-22, 20-25, 20-25, 19-25        |

| Quindicesima giornata |                                    |     |                                   |
|                       |                                    |     |                                   |
| 17-01                 | Ślepsk Suwałki - Asseco Resovia    | 3-1 | 25-19, 25-21, 20-25, 25-21        |
| 19-01                 | Katowice - Skra Bełchatów          | 0-3 | 18-25, 17-25, 17-25               |
| 19-01                 | Czarni Radom - Trefl Gdańsk        | 3-2 | 25-22, 21-25, 22-25, 25-21, 15-12 |
| 17-01                 | AZS Olsztyn - Warta Zawiercie      | 1-3 | 25-23, 23-25, 21-25, 21-25        |
| 05-02                 | Cuprum Lubin - Jastrzębski Węgiel  | 1-3 | 28-26, 18-25, 17-25, 11-25        |
| 18-01                 | Projekt Warszawa - Visła Bydgoszcz | 3-0 | 25-16, 25-20, 25-23               |
| 18-01                 | Będzin - ZAKSA                     | 3-1 | 25-17, 25-23, 28-30, 25-19        |

| Sedicesima giornata |                                   |     |                                   |
|                     |                                   |     |                                   |
| 21-01               | Ślepsk Suwałki - Projekt Warszawa | 0-3 | 22-25, 21-25, 23-25               |
| 22-01               | ZAKSA - Jastrzębski Węgiel        | 2-3 | 22-25, 25-22, 28-26, 18-25, 10-15 |
| 22-01               | Będzin - Warta Zawiercie          | 3-0 | 25-20, 27-25, 31-29               |
| 22-01               | Visła Bydgoszcz - Czarni Radom    | 3-2 | 25-20, 21-25, 25-23, 22-25, 15-9  |
| 22-01               | Cuprum Lubin - Skra Bełchatów     | 0-3 | 22-25, 20-25, 19-25               |
| 22-01               | AZS Olsztyn - Asseco Resovia      | 1-3 | 16-25, 25-19, 23-25, 21-25        |
| 22-01               | Trefl Gdańsk - Katowice           | 2-3 | 24-26, 21-25, 25-22, 25-19, 19-21 |

| Diciassettesima giornata |                                       |     |                                   |
|                          |                                       |     |                                   |
| 04-03                    | Trefl Gdańsk - Ślepsk Suwałki         | 0-3 | 15-25, 20-25, 14-25               |
| 25-01                    | Katowice - AZS Olsztyn                | 3-2 | 22-25, 28-26, 25-17, 23-25, 15-12 |
| 26-01                    | Asseco Resovia - Cuprum Lubin         | 0-3 | 20-25, 20-25, 14-25               |
| 25-01                    | Skra Bełchatów - Visła Bydgoszcz      | 3-0 | 25-23, 25-16, 25-23               |
| 27-01                    | Będzin - Czarni Radom                 | 3-1 | 26-24, 25-15, 19-25, 25-21        |
| 25-01                    | Warta Zawiercie - ZAKSA               | 0-3 | 20-25, 20-25, 20-25               |
| 26-01                    | Projekt Warszawa - Jastrzębski Węgiel | 3-0 | 25-21, 26-24, 25-22               |

| Diciottesima giornata |                                     |     |                                   |
|                       |                                     |     |                                   |
| 01-02                 | Ślepsk Suwałki - Jastrzębski Węgiel | 1-3 | 16-25, 25-20, 17-25, 18-25        |
| 02-02                 | Projekt Warszawa - Warta Zawiercie  | 3-0 | 25-20, 25-21, 25-19               |
| 01-02                 | ZAKSA - Czarni Radom                | 3-0 | 25-19, 25-21, 25-21               |
| 31-01                 | Będzin - Skra Bełchatów             | 0-3 | 17-25, 20-25, 18-25               |
| 03-02                 | Visła Bydgoszcz - Asseco Resovia    | 3-2 | 26-24, 18-25, 22-25, 25-19, 15-12 |
| 01-02                 | Cuprum Lubin - Katowice             | 3-1 | 25-23, 25-22, 16-25, 25-19        |
| 31-01                 | AZS Olsztyn - Trefl Gdańsk          | 0-3 | 19-25, 18-25, 20-25               |

| Diciannovesima giornata |                                      |     |                                   |
|                         |                                      |     |                                   |
| 14-02                   | AZS Olsztyn - Ślepsk Suwałki         | 1-3 | 32-34, 23-25, 25-23, 17-25        |
| 14-02                   | Trefl Gdańsk - Cuprum Lubin          | 3-0 | 26-24, 25-17, 25-16               |
| 17-02                   | Katowice - Visła Bydgoszcz           | 3-1 | 33-35, 25-16, 25-15, 25-18        |
| 15-02                   | Asseco Resovia - Będzin              | 2-3 | 23-25, 25-18, 25-20, 20-25, 11-15 |
| 16-02                   | Skra Bełchatów - ZAKSA               | 3-2 | 25-21, 25-17, 25-27, 21-25, 15-10 |
| 15-02                   | Czarni Radom - Projekt Warszawa      | 3-1 | 25-19, 22-25, 25-21, 25-23        |
| 16-02                   | Warta Zawiercie - Jastrzębski Węgiel | 3-2 | 21-25, 19-25, 28-26, 25-22, 15-11 |

| Ventesima giornata |                                   |     |                            |
|                    |                                   |     |                            |
| 23-02              | Ślepsk Suwałki - Warta Zawiercie  | 3-1 | 17-25, 25-22, 25-19, 25-22 |
| 22-02              | Jastrzębski Węgiel - Czarni Radom | 0-3 | 23-25, 26-28, 19-25        |
| 22-02              | Projekt Warszawa - Skra Bełchatów | 3-1 | 25-22, 31-29, 18-25, 25-14 |
| 22-02              | ZAKSA - Asseco Resovia            | 3-0 | 25-20, 25-22, 25-19        |
| 21-02              | Będzin - Katowice                 | 3-0 | 25-17, 25-18, 25-23        |
| 23-02              | Visła Bydgoszcz - Trefl Gdańsk    | 1-3 | 25-21, 19-25, 15-25, 15-25 |
| 21-02              | Cuprum Lubin - AZS Olsztyn        | 0-3 | 19-25, 23-25, 23-25        |

| Ventunesima giornata |                                     |     |                            |
|                      |                                     |     |                            |
| 12-01                | Cuprum Lubin - Ślepsk Suwałki       | 3-1 | 25-21, 18-25, 25-22, 25-19 |
| 27-02                | AZS Olsztyn - Visła Bydgoszcz       | 3-0 | 25-13, 25-14, 25-17        |
| 26-02                | Trefl Gdańsk - Będzin               | 3-1 | 25-19, 21-25, 25-16, 25-16 |
| 26-02                | Katowice - ZAKSA                    | 0-3 | 22-25, 20-25, 20-25        |
| 26-02                | Asseco Resovia - Projekt Warszawa   | 1-3 | 23-25, 25-21, 20-25, 18-25 |
| 25-02                | Skra Bełchatów - Jastrzębski Węgiel | 0-3 | 22-25, 23-25, 19-25        |
| -                    | Czarni Radom - Warta Zawiercie      | -   | annullata                  |

| Ventiduesima giornata |                                     |     |                                   |
|                       |                                     |     |                                   |
| 28-02                 | Ślepsk Suwałki - Czarni Radom       | 1-3 | 23-25, 42-44, 25-22, 21-25        |
| 01-03                 | Warta Zawiercie - Skra Bełchatów    | 3-1 | 25-21, 20-25, 25-20, 25-14        |
| 29-02                 | Jastrzębski Węgiel - Asseco Resovia | 3-0 | 25-18, 25-20, 25-22               |
| 29-02                 | Projekt Warszawa - Katowice         | 3-2 | 19-25, 17-25, 25-21, 25-23, 15-13 |
| 29-02                 | ZAKSA - Trefl Gdańsk                | 3-2 | 25-18, 25-15, 22-25, 22-25, 15-12 |
| 03-03                 | Będzin - AZS Olsztyn                | 2-3 | 17-25, 25-21, 25-20, 21-25, 11-15 |
| 01-03                 | Visła Bydgoszcz - Cuprum Lubin      | 2-3 | 29-27, 23-25, 25-20, 20-25, 12-15 |

| Ventitreesima giornata |                                  |     |                                   |
|                        |                                  |     |                                   |
| 07-03                  | Visła Bydgoszcz - Ślepsk Suwałki | 3-0 | 26-24, 25-21, 25-23               |
| 09-03                  | Cuprum Lubin - Będzin            | 3-2 | 28-26, 21-25, 23-25, 25-17, 15-8  |
| 07-03                  | AZS Olsztyn - ZAKSA              | 1-3 | 19-25, 23-25, 27-25, 17-25        |
| 08-03                  | Trefl Gdańsk - Projekt Warszawa  | 3-0 | 25-23, 26-24, 25-19               |
| 08-03                  | Katowice - Jastrzębski Węgiel    | 3-1 | 25-21, 29-31, 25-23, 25-21        |
| 06-03                  | Warta Zawiercie - Asseco Resovia | 2-3 | 25-21, 21-25, 22-25, 25-17, 13-15 |
| 06-03                  | Skra Bełchatów - Czarni Radom    | 3-2 | 23-25, 25-17, 25-16, 21-25, 15-9  |

| Ventiquattresima giornata |                                   |     |                            |
|                           |                                   |     |                            |
| 09-02                     | Ślepsk Suwałki - Skra Bełchatów   | 3-1 | 16-25, 25-22, 25-21, 28-26 |
| 10-02                     | Czarni Radom - Asseco Resovia     | 3-0 | 25-15, 25-17, 25-19        |
| 07-02                     | Warta Zawiercie - Katowice        | 0-3 | 22-25, 22-25, 19-25        |
| 08-02                     | Jastrzębski Węgiel - Trefl Gdańsk | 3-1 | 21-25, 25-19, 25-21, 25-20 |
| 09-02                     | Projekt Warszawa - AZS Olsztyn    | 3-1 | 25-21, 25-17, 18-25, 25-18 |
| 08-02                     | ZAKSA - Cuprum Lubin              | 3-1 | 25-21, 23-25, 25-12, 25-21 |
| 08-02                     | Będzin - Visła Bydgoszcz          | 3-1 | 25-21, 19-25, 25-19, 25-20 |

| Venticinquesima giornata |                                  |     |                     |
|                          |                                  |     |                     |
| -                        | Będzin - Ślepsk Suwałki          | -   | annullata           |
| -                        | Visła Bydgoszcz - ZAKSA          | -   | annullata           |
| -                        | Cuprum Lubin - Projekt Warszawa  | -   | annullata           |
| -                        | AZS Olsztyn - Jastrzębski Węgiel | -   | annullata           |
| 11-03                    | Trefl Gdańsk - Warta Zawiercie   | 3-0 | 25-18, 25-20, 25-20 |
| -                        | Katowice - Czarni Radom          | -   | annullata           |
| -                        | Asseco Resovia - Skra Bełchatów  | -   | annullata           |

| Ventiseiesima giornata |                                   |   |           |
|                        |                                   |   |           |
| -                      | Katowice - Ślepsk Suwałki         | - | annullata |
| -                      | Asseco Resovia - Trefl Gdańsk     | - | annullata |
| -                      | Skra Bełchatów - AZS Olsztyn      | - | annullata |
| -                      | Czarni Radom - Cuprum Lubin       | - | annullata |
| -                      | Warta Zawiercie - Visła Bydgoszcz | - | annullata |
| -                      | Jastrzębski Węgiel - Będzin       | - | annullata |
| -                      | Projekt Warszawa - ZAKSA          | - | annullata |

#### Classifica
| Pos. | Squadra            | Pt | G  | V  | P  | SV | SP | Ratio | PF    | PS    | Ratio |
| ---- | ------------------ | -- | -- | -- | -- | -- | -- | ----- | ----- | ----- | ----- |
| 1.   | ZAKSA              | 61 | 24 | 20 | 4  | 67 | 23 | 2,913 | 2 155 | 1 944 | 1,108 |
| 2.   | Projekt Warszawa   | 59 | 24 | 21 | 3  | 65 | 24 | 2,708 | 2 092 | 1 917 | 1,091 |
| 3.   | Skra Bełchatów     | 50 | 24 | 17 | 7  | 58 | 32 | 1,812 | 2 108 | 1 950 | 1,081 |
| 4.   | Jastrzębski Węgiel | 48 | 24 | 17 | 7  | 54 | 34 | 1,588 | 2 067 | 1 882 | 1,098 |
| 5.   | Trefl Gdańsk       | 41 | 25 | 13 | 12 | 52 | 44 | 1,181 | 2 183 | 2 138 | 1,021 |
| 6.   | Katowice           | 35 | 24 | 11 | 13 | 50 | 54 | 0,925 | 2 298 | 2 280 | 1,007 |
| 7.   | Czarni Radom       | 32 | 23 | 10 | 13 | 44 | 48 | 0,916 | 2 055 | 2 096 | 0,980 |
| 8.   | AZS Olsztyn        | 31 | 24 | 11 | 13 | 46 | 51 | 0,902 | 2 157 | 2 181 | 0,989 |
| 9.   | Ślepsk Suwałki     | 31 | 24 | 11 | 13 | 41 | 52 | 0,788 | 2 118 | 2 135 | 0,992 |
| 10.  | Warta Zawiercie    | 27 | 24 | 9  | 15 | 36 | 54 | 0,666 | 1 993 | 2 067 | 0,964 |
| 11.  | Będzin             | 26 | 24 | 9  | 15 | 40 | 56 | 0,714 | 2 125 | 2 199 | 0,966 |
| 12.  | Cuprum Lubin       | 25 | 24 | 9  | 15 | 36 | 55 | 0,654 | 1 935 | 2 073 | 0,933 |
| 13.  | Asseco Resovia     | 23 | 24 | 7  | 17 | 35 | 59 | 0,593 | 1 974 | 2 133 | 0,925 |
| 14.  | Visła Bydgoszcz    | 15 | 24 | 3  | 21 | 29 | 67 | 0,432 | 1 960 | 2 225 | 0,880 |

      Retrocessa in I ligi.

## Classifica finale
| Pos. | Squadra            | Qualificazione           |
| ---- | ------------------ | ------------------------ |
| 1    | ZAKSA              | Champions League 2020-21 |
| 2    | Projekt Warszawa   | Champions League 2020-21 |
| 3    | Skra Bełchatów     | Champions League 2020-21 |
| 4    | Jastrzębski Węgiel | Coppa CEV 2020-21        |
| 5    | Trefl Gdańsk       |                          |
| 6    | Katowice           |                          |
| 7    | Czarni Radom       |                          |
| 8    | AZS Olsztyn        |                          |
| 9    | Ślepsk Suwałki     |                          |
| 10   | Warta Zawiercie    |                          |
| 11   | Będzin             |                          |
| 12   | Cuprum Lubin       |                          |
| 13   | Asseco Resovia     |                          |
| 14   | Visła Bydgoszcz    | I liga 2020-21           |

## Statistiche
| Rendimento individuale | Rendimento individuale | Rendimento individuale | Rendimento individuale |
| Pos.                   | Nome                   | Punti                  | Squadra                |
| ---------------------- | ---------------------- | ---------------------- | ---------------------- |
| 1                      | Bartosz Filipiak       | 460                    | Trefl Gdańsk           |
| 2                      | Karol Butryn           | 430                    | Projekt Warszawa       |
| 3                      | Nicolas Szerszeń       | 407                    | Ślepsk Suwałki         |
| 4                      | Bartłomiej Bołądź      | 371                    | Ślepsk Suwałki         |
| 4                      | Wojciech Żaliński      | 371                    | AZS Olsztyn            |
| 6                      | Dawid Konarski         | 369                    | Jastrzębski Węgiel     |
| 7                      | Rafał Faryna           | 361                    | Będzin                 |
| 8                      | Bartosz Kwolek         | 359                    | Projekt Warszawa       |
| 9                      | Rafał Szymura          | 351                    | Katowice               |
| 10                     | Tonček Štern           | 329                    | Visła Bydgoszcz        |

| Attacchi vincenti | Attacchi vincenti | Attacchi vincenti | Attacchi vincenti  |
| Pos.              | Nome              | Punti             | Squadra            |
| ----------------- | ----------------- | ----------------- | ------------------ |
| 1                 | Bartosz Filipiak  | 382               | Trefl Gdańsk       |
| 2                 | Karol Butryn      | 365               | Projekt Warszawa   |
| 3                 | Nicolas Szerszeń  | 332               | Ślepsk Suwałki     |
| 4                 | Wojciech Żaliński | 326               | AZS Olsztyn        |
| 5                 | Bartłomiej Bołądź | 322               | Ślepsk Suwałki     |
| 6                 | Rafał Faryna      | 320               | Będzin             |
| 7                 | Dawid Konarski    | 312               | Jastrzębski Węgiel |
| 8                 | Rafał Szymura     | 305               | Katowice           |
| 9                 | Bartosz Kwolek    | 296               | Projekt Warszawa   |
| 10                | Tonček Štern      | 289               | Visła Bydgoszcz    |

| Muri vincenti | Muri vincenti     | Muri vincenti | Muri vincenti    |
| Pos.          | Nome              | Punti         | Squadra          |
| ------------- | ----------------- | ------------- | ---------------- |
| 1             | Mohammad Mousavi  | 78            | AZS Olsztyn      |
| 2             | Piotr Nowakowski  | 56            | Projekt Warszawa |
| 3             | Janusz Gałązka    | 54            | Visła Bydgoszcz  |
| 4             | Jan Nowakowski    | 51            | Katowice         |
| 5             | Andreas Takvam    | 47            | Ślepsk Suwałki   |
| 6             | Jakub Kochanowski | 45            | Skra Bełchatów   |
| 7             | Bartosz Filipiak  | 43            | Trefl Gdańsk     |
| 8             | Andrzej Wrona     | 41            | Projekt Warszawa |
| 9             | Łukasz Wiśniewski | 40            | Skra Bełchatów   |
| 10            | Karol Kłos        | 39            | Skra Bełchatów   |

| Battute vincenti | Battute vincenti   | Battute vincenti | Battute vincenti   |
| Pos.             | Nome               | Punti            | Squadra            |
| ---------------- | ------------------ | ---------------- | ------------------ |
| 1                | Nicolas Szerszeń   | 49               | Ślepsk Suwałki     |
| 2                | Karol Butryn       | 43               | Czarni Radom       |
| 3                | Bartosz Kwolek     | 42               | Projekt Warszawa   |
| 4                | Mateusz Malinowski | 36               | Warta Zawiercie    |
| 5                | Bartosz Filipiak   | 35               | Trefl Gdańsk       |
| 6                | Alen Pajenk        | 33               | Czarni Radom       |
| 6                | Paweł Halaba       | 33               | Trefl Gdańsk       |
| 8                | Jurij Hladyr       | 32               | Jastrzębski Węgiel |
| 9                | Tomasz Fornal      | 29               | Jastrzębski Węgiel |
| 10               | Jakub Jarosz       | 28               | Katowice           |